# Helmut Nanz
Helmut Nanz (* 20. Juni 1943 in Stuttgart; † 15. April 2020 ebenda) war ein deutscher Unternehmer und seit 1982 Vorstandsvorsitzender der Nanz-Gruppe. Seit 1989 stand Nanz dem Aufsichtsrat der von ihm gegründeten Helmut-Nanz-Stiftung vor.

## Biographie
Nanz volontierte nach seinem Studium der Betriebswirtschaftslehre in München und Nürnberg, das er 1968 beendete, bei einem großen kanadischen Supermarktkonzern. 1969 stieg Helmut Nanz als Mitglied der Geschäftsleitung in das Lebensmittel-Filialunternehmen der Familie, die Nanz-Gruppe, ein. 1992 hatte das Unternehmen bei 2,3 Milliarden Mark Lebensmittelumsatz 11.000 Beschäftigte. Die circa 400 Nanz-Märkte wurden 1996 an die Edeka-Gruppe verkauft.
Nanz war von 1983 bis 1999 Honorarkonsul von Indien und anschließend Schatzmeister und Vorsitzender des Kuratoriums der Deutsch-Indischen Gesellschaft e. V. Er war Aufsichtsratsmitglied der Fielmann AG sowie der Reiff GmbH. Im kulturellen Bereich betätigte er sich als Vorsitzender des Stuttgarter Kammerorchesters, war Kuratoriumsmitglied der Ludwigsburger Schlossfestspiele, der Bachakademie Stuttgart und Vorsitzender des Vorstands der Olaf Gulbransson Gesellschaft e.V. in Tegernsee. Seit Dezember 2004 war er Präsident der DRF Luftrettung. Er war außerdem Mitglied im Kuratorium der Freunde der Hochschule für Musik und Theater München, Mitglied im Beirat der LBBW Immobilien-Gruppe und Mitglied im Beirat der Mannheimer AG Holding. Er war Mitglied des Verwaltungsrates des Unibundes der Universität Hohenheim sowie Aufsichtsrat der records.de AG in München. Nanz war Sammler von Musikautographen.
Seit 1996 betrieb Nanz unter der Holding nanz-medico zusammen mit Mitgesellschaftern (z. B. Bernd Kahnert) 18 Zentren für ambulante Rehabilitation, mittlerweile 2 Zentren in Berlin, Stuttgart-Mitte, Stuttgart-Cannstatt, Mannheim, Tübingen, Trier, Mainz, Landstuhl, Ulm, Bielefeld, Gelsenkirchen, Mülheim, Paderborn, Regensburg, München und 2 Zentren in Ludwigshafen. Weitere bekannte geschäftliche Schwerpunkte waren internationale Immobilienentwicklung und -verwaltung sowie ein Spirituosen- und Getränkegroßhandel (Benz-Weine) in Stuttgart-Wangen. Der Geschäftsbetrieb der Firma Benz Weine GmbH & Co KG, zuletzt im Eigentum seines Sohnes Helmut Cornelius Nanz, wurde Ende 2017 an Winkels verkauft.
Nanz war verheiratet. Am 15. April 2020 starb Nanz im Alter von 76 Jahren während der COVID-19-Pandemie in Deutschland an den Folgen einer SARS-CoV-2-Infektion.

## Auszeichnungen
Am 11. Juli 2006 bekam er für sein weitreichendes ehrenamtliches Engagement im kulturellen, wirtschaftlichen und sozialen Bereich das Bundesverdienstkreuz am Bande.